# プレジデンツトロフィー
プレジデンツトロフィー（Presidents' Trophy）は、NHLのレギュラーシーズンにおいて、最も多くの勝ち点を獲得したチームに贈呈される賞で、1985年に創設された。

## 概要
それまではNHLにおけるレギュラーシーズンチャンピオンとして授与されたが、1985年にNHL理事会によって創設された。

## 歴代受賞チーム
太字は最高勝ち点を記録したチームとして表記
| Year      | 受賞チーム                                         | 勝ち点                                             | プレーオフ結果                                     | 受賞回数                                           | 2位との勝利数差                                    |
| --------- | -------------------------------------------------- | -------------------------------------------------- | -------------------------------------------------- | -------------------------------------------------- | -------------------------------------------------- |
| 1985-86   | エドモントン・オイラーズ                           | 119                                                | ディビジョン決勝敗退 (CGY)                         | 1                                                  | 9                                                  |
| 1986-87   | エドモントン・オイラーズ                           | 105                                                | スタンレー・カップ優勝*                            | 2                                                  | 6                                                  |
| 1987-88   | カルガリー・フレームス                             | 105                                                | ディビジョン決勝敗退 (EDM)                         | 1                                                  | 2                                                  |
| 1988-89   | カルガリー・フレームス                             | 117                                                | スタンレー・カップ優勝*                            | 2                                                  | 2                                                  |
| 1989-90   | ボストン・ブルーインズ                             | 101                                                | スタンレー・カップ決勝敗退 (EDM)^                  | 1                                                  | 2                                                  |
| 1990–91   | シカゴ・ブラックホークス                           | 106                                                | ディビジョン準決勝敗退 (MIN)#                      | 1                                                  | 1                                                  |
| 1991–92   | ニューヨーク・レンジャース                         | 105                                                | ディビジョン決勝敗退 (PIT)                         | 1                                                  | 7                                                  |
| 1992–93   | ピッツバーグ・ペンギンズ                           | 119                                                | ディビジョン決勝敗退 (NYI)                         | 1                                                  | 10                                                 |
| 1993–94   | ニューヨーク・レンジャース                         | 112                                                | スタンレー・カップ優勝*                            | 2                                                  | 6                                                  |
| 1994–95   | デトロイト・レッドウィングス                       | 70                                                 | スタンレー・カップ決勝敗退 (NJ)^                   | 1                                                  | 5                                                  |
| 1995–96   | デトロイト・レッドウィングス                       | 131                                                | カンファレンス決勝敗退 (COL)                       | 2                                                  | 27                                                 |
| 1996–97   | コロラド・アバランチ                               | 107                                                | カンファレンス決勝敗退 (DET)                       | 1                                                  | 3                                                  |
| 1997–98   | ダラス・スターズ                                   | 109                                                | カンファレンス決勝敗退 (DET)                       | 1                                                  | 2                                                  |
| 1998–99   | ダラス・スターズ                                   | 114                                                | スタンレー・カップ優勝*                            | 2                                                  | 9                                                  |
| 1999–2000 | セントルイス・ブルース                             | 114                                                | カンファレンス準々決勝敗退 (SJ)#                   | 1                                                  | 6                                                  |
| 2000–01   | コロラド・アバランチ                               | 118                                                | スタンレー・カップ優勝*                            | 2                                                  | 7                                                  |
| 2001–02   | デトロイト・レッドウィングス                       | 116                                                | スタンレー・カップ優勝*                            | 3                                                  | 15                                                 |
| 2002–03   | オタワ・セネターズ                                 | 113                                                | カンファレンス決勝敗退 (NJ)                        | 1                                                  | 2                                                  |
| 2003–04   | デトロイト・レッドウィングス                       | 109                                                | カンファレンス準決勝敗退 (CGY)                     | 4                                                  | 3                                                  |
| 2004–05   | ロックアウトによるシーズンキャンセルのため表彰なし | ロックアウトによるシーズンキャンセルのため表彰なし | ロックアウトによるシーズンキャンセルのため表彰なし | ロックアウトによるシーズンキャンセルのため表彰なし | ロックアウトによるシーズンキャンセルのため表彰なし |
| 2005–06   | デトロイト・レッドウィングス                       | 124                                                | カンファレンス準々決勝敗退 (EDM)#                  | 5                                                  | 11                                                 |
| 2006–07   | バッファロー・セイバーズ                           | 113                                                | カンファレンス決勝敗退 (OTT)                       | 1                                                  | 0(3チーム同数)                                     |
| 2007–08   | デトロイト・レッドウィングス                       | 115                                                | スタンレー・カップ優勝*                            | 6                                                  | 7                                                  |
| 2008–09   | サンノゼ・シャークス                               | 117                                                | カンファレンス準々決勝敗退 (ANA)#                  | 1                                                  | 1                                                  |
| 2009–10   | ワシントン・キャピタルズ                           | 121                                                | カンファレンス準々決勝敗退 (MTL)#                  | 1                                                  | 8                                                  |
| 2010–11   | バンクーバー・カナックス                           | 117                                                | スタンレー・カップ決勝敗退 (BOS)^                  | 1                                                  | 10                                                 |
| 2011–12   | バンクーバー・カナックス                           | 111                                                | カンファレンス準々決勝敗退 (LA)#                   | 2                                                  | 2                                                  |
| 2012–13   | シカゴ・ブラックホークス                           | 77                                                 | スタンレー・カップ優勝*                            | 2                                                  | 5                                                  |
| 2013–14   | ボストン・ブルーインズ                             | 117                                                | カンファレンス準決勝敗退（MTL）                    | 2                                                  | 1                                                  |
| 2014–15   | ニューヨーク・レンジャース                         | 113                                                | カンファレンス決勝敗退 (TB)^                       | 3                                                  | 3                                                  |
| 2015–16   | ワシントン・キャピタルズ                           | 120                                                | セカンドラウンド敗退（PIT）                        | 2                                                  | 11                                                 |
| 2016–17   | ワシントン・キャピタルズ                           | 118                                                | セカンドラウンド敗退（PIT）                        | 3                                                  | 7                                                  |
| 2017–18   | ナッシュビル・プレデターズ                         | 117                                                | セカンドラウンド敗退（WPG）                        | 1                                                  | 3                                                  |
| 2018–19   | タンパベイ・ライトニング                           | 128                                                | ファーストラウンド敗退 (CBJ)                       | 1                                                  | 21                                                 |
| 2019–20   | ボストン・ブルーインズ                             | 100                                                | セカンドラウンド敗退（TB）                         | 3                                                  | 6                                                  |
| 2020–21   | コロラド・アバランチ                               | 82                                                 | セカンドラウンド敗退 (VGK)                         | 3                                                  | 0 (規定5勝)                                        |
| 2021-22   | フロリダ・パンサーズ                               | 122                                                | セカンドラウンド敗退 (TB)                          | 1                                                  | 3                                                  |
| 2022-23   | ボストン・ブルーインズ                             | 135                                                | ファーストラウンド敗退 (FLA)                       | 4                                                  | 22                                                 |
| 2023–24   | ニューヨーク・レンジャース                         | 114                                                | カンファレンス決勝敗退 (FLA)                       | 4                                                  | 1                                                  |
| 2024–25   | ウィニペグ・ジェッツ                               | 116                                                | セカンドラウンド敗退 (DAL)                         | 5                                                  | 1                                                  |

1. ↑  現在のプレーオフの制度は変更されている。詳細はスタンレー・カップ・プレーオフを参照。
2. ↑  1994-95シーズンはロックアウトの影響で48試合に短縮した。
3. ↑  2012-13シーズンはロックアウトの影響で48試合に短縮した。
4. ↑  新型コロナウイルスの影響により、70試合に短縮して行われた。82試合だと117得点ペースをたたき出すペースと推定されている。
5. ↑  新型コロナウイルスの影響により、56試合に短縮して行われた。82試合だと120得点ペースをたたき出すペースと推定されている。